# Železniška postaja Središče
Železniška postaja Središče je ena izmed železniških postaj v Sloveniji, ki oskrbuje bližnje naselje Središče ob Dravi. Pred vstopom Hrvaške v schengensko območje se je na njej izvajal tudi mejni nadzor mednarodnih vlakov proti Čakovcu.